# Schedotrigona tasmanica
Schedotrigona tasmanica är en mångfotingart som beskrevs av Sergei I. Golovatch 1986. Schedotrigona tasmanica ingår i släktet Schedotrigona och familjen Metopidiotrichidae. Inga underarter finns listade i Catalogue of Life.